# Alexandre Bonnet
Alexandre Bonnet (La Roche-sur-Yon, 17 ottobre 1986) è un calciatore francese, centrocampista svincolato.

## Caratteristiche tecniche
Il suo ruolo è quello di centrocampista offensivo e laterale. Dotato di una velocità notevole e di un tiro perfetto si rende molto pericoloso quando converge verso il centro dalla destra.

## Carriera

### Club
Nella stagione 2006-2007 ha giocato in prestito nella squadra francese del Sedan. Fino alla stagione 2008-2009 ha militato nel Tolosa.

### Nazionale
Ha giocato nella nazionale francese Under-21.

## Palmarès

### Individuale
- Capocannoniere della Coupe de la Ligue: 1

2018-2019 (2 reti, alla pari con altri 15 giocatori)